# Die eingeborene Tochter

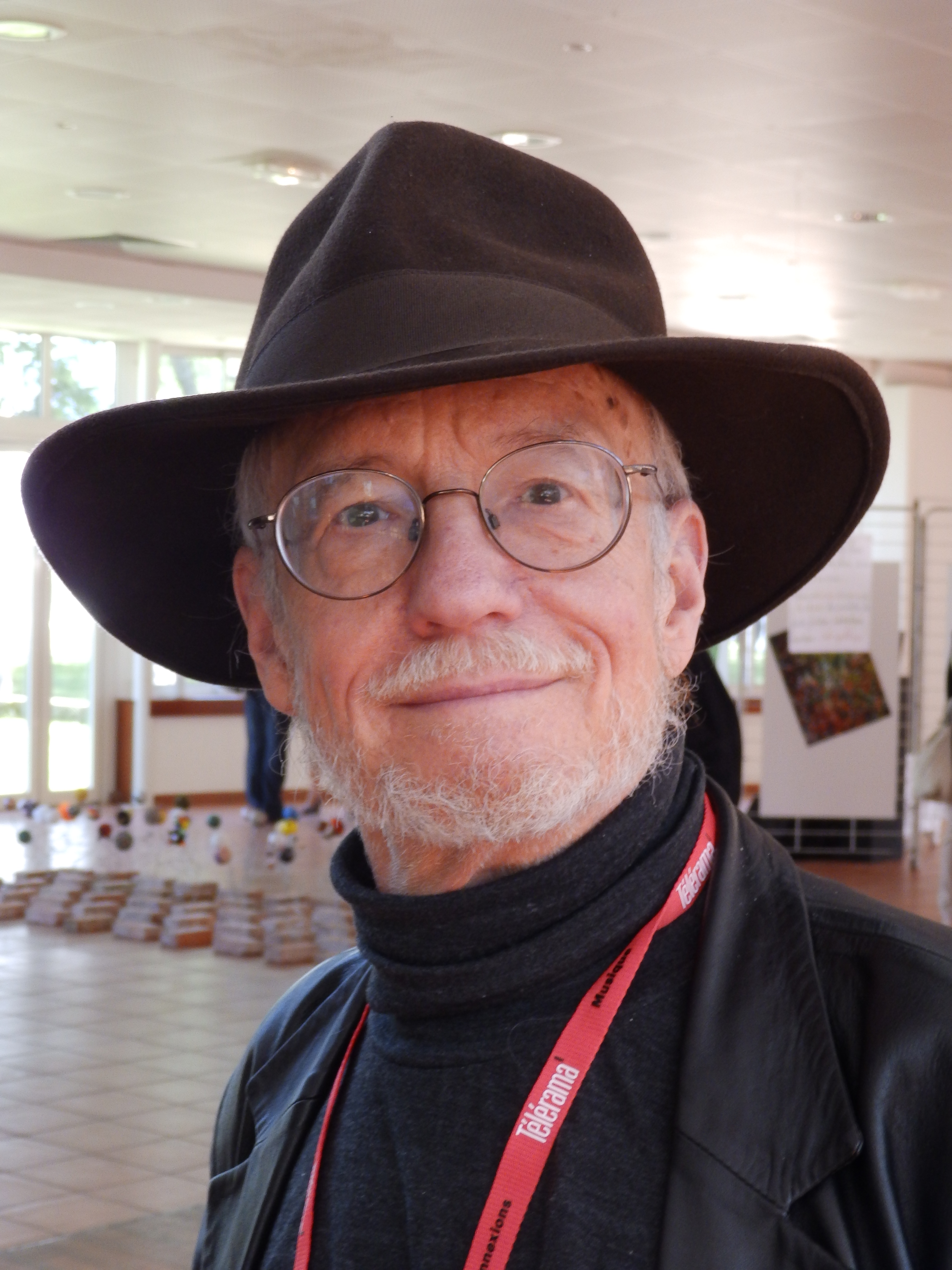
James Kenneth Morrow (2016)

Die eingeborene Tochter (im Original Only Begotten Daughter) ist ein Fantasy- und Science-Fiction-Roman des amerikanischen Schriftstellers James Kenneth Morrow, der mit dem World Fantasy Award (1991) ausgezeichnet wurde. Er erschien 1990 in englischer Sprache, die deutsche Übersetzung wurde 1992 publiziert.

## Titel
Der Titel des Romans ist der Bibel entlehnt, wobei „only begotten son“ (Jesus) durch „only begotten daughter“ (Julie) ersetzt wurde.

“For God so loved the world that He gave His only begotten son, that whosoever believeth in Him should not perish, but have everlasting life.”

„Denn also hat Gott die Welt geliebt, dass er seinen eingeborenen Sohn gab, auf dass alle, die an ihn glauben, nicht verloren werden, sondern das ewige Leben haben.“

## Handlung
Der Roman erzählt die Geschichte von Julie Katz, deren Existenz auf unerklärlich wunderbare Weise in einer Spermaprobe im Preservation Institute in Atlantic City (New Jersey) beginnt. Als Heranwachsende muss sie sich in ihre Rolle als moderne Heilsbringerin hineinfinden, dabei das hartnäckige Schweigen Gottes (ihrer Mutter) ertragen, dann den Versuchungen Satans widerstehen, sich gegen religiöse Fundamentalisten wehren, daraufhin wortwörtlich durch die Hölle gehen, mit ihrem Halbbruder Jesus klarkommen und eine Kreuzigung überstehen – bis sie endlich die wahre Natur Gottes erkennt.

### Zeichen und Wunder
Murray Jakob Katz lebt zurückgezogen in der Nähe von Atlantic City in einem ausgedienten Leuchtturm in Brigantine. In einer seiner Samenspenden für das Preservation Institute entwickelt sich durch „inverse Parthenogenese“ eine weibliche Blastocyste. Murray rettet seine „Tochter“, indem er abends den Inkubator aus dem Institut entführt und zum Leuchtturm bringt. Aus Freude entzündet er danach erstmals wieder das Signalfeuer.

In genau dieser Nacht zündet Hochwürden Billy Milk im Preservation Institute eine Bombe, wobei Marcus Bass ums Leben kommt. Mit seiner Yacht aufs Meer fliehend sieht Milk das Brigantine-Leuchtfeuer, für ihn ein Hinweis Gottes, dass das Neue Jerusalem im Sündenbabel Atlantic City entstehen soll.

Sandro Botticelli: Die Geburt der Venus

Die schwangere Georgina Sparks und Murray werden Freunde. Einige Monate später erleben beide, wie sich Murrays Tochter (Julie) entschlossen aus dem Inkubator befreit. Genau einen Monat später bringt Georgina ein Mädchen (Phoebe) zur Welt. Julie wächst schneller heran als andere Babys. Murray erlebt, dass Julie übers Wasser laufen kann und als die 2-Jährige abends Leuchtkäfer das Alphabet in Formation fliegen lässt, sieht sich Georgina in ihrer Vermutung der Göttlichkeit von Julie bestätigt. Murray macht sich aber Sorgen, sollten andere von Julies Fähigkeiten erfahren. Als die vierjährige Julie mitfühlend einen Krebs wiederbelebt, verliert Murray die Fassung und schlägt sie – was er aber sofort bereut. Julie hat ab dann die Erlaubnis, unter Wasser auf dem Meeresboden zu wandeln. Dabei stellt sie sich das Erscheinen ihrer Mutter wie Die Schaumgeborene in einem Bild von Sandro Botticelli vor.
Phoebe und Julie werden Freundinnen. Als sie Phoebes 10. Geburtstag im leerstehenden Deauville Hotel feiern, trifft Julie erstmalig auf Mr. Andrew Wyvern, der ihr vorlügt, ihre Mutter wünsche, sie solle den blinden Timothy, den Sohn von Hochwürden Billy Milk, heilen. Als Julie später Timothy am Strand trifft, gibt sie ihm das Augenlicht zurück. Milk versteht Timothys Heilung als Zustimmung Gottes, Atlantic City für die Wiederkunft Jesu vorzubereiten. Die Hingabe der Hure Beverly auf dem Altar von Milks Kirche bestärkt ihn weiter.
1991, sieben Jahre nach der Heilung Timothys, hadert die 17-jährige Julie immer noch mit ihren ungenutzten Kräften und dem hartnäckigen Schweigen ihrer göttlichen Mutter. Als Phoebe sie ermutigt, ihre Kräfte heimlich einzusetzen, zeigt Julie ihr ihren eigenen „Tempel“. Poebe, Julie und ihre Dates Lucious und Roger planen einen Abend mit Alkohol und Sex im Winnebago von Lucious’ Eltern. Es kommt zum Unfall und das Wohnmobil landet halb in einem Fluss. Julie soll rettend einzugreifen, aber Julie will die Rettung ihrer göttliche Mutter überlassen, will sie quasi zwingen, rettend einzugreifen. Das in gleißendes Licht getauchte Wohnmobil erhebt sich aus dem Wasser, schwebt hinüber zur Straße und landet sicher. Alle sind exstatisch. Der gläubige Katholik Roger ist nun nicht mehr willens, mit der allmächtigen Tochter Gottes Sex zu haben. Julie flieht vor Rogers „Gestank der Anbetung“ zum Strand, wo ihr Wyvern offenbart, dass er der Retter war.
Trotz Geldmangel will Julie studieren. Überraschend erhält sie ein Stipendium der Princeton University plus Job in der Bibliothek. Dort verliebt sie sich in den Biologen Howard Lieberman, mit dem sie endlose Diskussionen zur Empirie in den Naturwissenschaften hat, sogar in dem Moment, in dem sie durch Howard ihre Jungfräulichkeit verliert. Murray hat mehr und mehr Probleme mit seinem Herzen. Howard möchte, dass Julie ihn auf die Galapagosinseln begleitet, aber Julie fühlt sich von ihm eingeengt, packt ihre Siebensachen und zieht zurück in den Leuchtturm. Als Murray die Treppen hochsteigt, um ein Leuchtfeuer zu entzünden, hat er einen Infarkt. Julie findet ihn, doch er will ihre Hilfe nicht. Julie respektiert seinen Wunsch und das letzte, was er zu ihr sagt, ist: „Get a life“ (etwa: Bekomm’ dein Leben in den Griff).

### Atlantic City Messias
Julie sucht und erhält einen Job als Kummerkastentante Sheila, Tochter von Gott beim Supermarkt-Tabloid Midnight Moon, wobei sie den Redakteur Bix Constantine sehr beeindruckt. Mit empathischer Vernunft beantwortet sie schwierige Lebensfragen. Als Phoebe von Julie verlangt, mehr Göttliches zu tun, verursacht Julie „ferngesteuerte Wunder“ bei sehr verzweifelten Leseranfragen. Aber alle ihre Wunder verschlechtern die Situation der Bittsteller. Auch macht ihr Georgina Druck, Phoebe bei ihrem immer größer werdenden Alkoholproblem zu helfen. Als Julie ihren Job verliert, tritt Wyvern auf und zeigt ihr von seiner Yacht aus, wie Hochwürden Milk, Timothy und Milks Anhänger ausgerüstet mit Benzinkanistern, beginnen, Atlantic City niederzubrennen. Als Julie sieht, wie Menschen in diesem Feuerchaos sterben, ist ihre Hemmschwelle überschritten. Mehrere Kasinos brennen bereits, als Julie am Central Pier ankommt und kurz auf Bix Constantine trifft. Sie klettert auf den Aussichtsring des stillgelegten Sky Towers, lässt ihn nach oben fahren, überblickt sie die Stadt und löscht die Brände, indem sie Fontänen von Ozeanwasser gezielt auf sie dirigiert. Die brandschatzenden Revelationisten sind überrascht, dass sich die Flüssigkeit in ihren Benzinkanistern in Magermilch verwandelt hat. Die jubelnde Bevölkerung von Atlantic City huldigt Julie mit „Ave Maria“-Rufen und als sie wieder auf dem Boden landet, erkennt man sie als Sheila, die Tochter Gottes, aber Julie flieht vor dem „Gestank der Anbetung“ in den Ozean.
Julie möchte sich um Phoebes Alkoholproblem kümmern. Georgina empfängt sie aggressiv und deprimiert, denn Phoebe hat gepackt und ist verschwunden. Am nächsten Morgen wird Julie von einer riesigen Menschenmenge geweckt, die den Leuchtturm „wie Zombies“ umlagert. Julie erschafft einen Graben voller Säure um den Turm. Wyvern erscheint und bietet ihr ein ruhiges und komfortables Leben in der Hölle an. Seine Bedingung ist, dass sie dabei einen spektakulären Abgang aus Brigantine macht. Julie nimmt sein Angebot an, erhebt sich als gleißende Lichtgestalt und fliegt über den Ozean zu Wyverns Yacht. Gemeinsam segeln sie Richtung Hölle.
Dort angekommen erfährt Julie, dass alle Menschen nach dem Tod dort landen. Während die Leiden der Verdammten in der Hölle unvorstellbar sind, lebt Julie in einem schönen Haus mit Schwimmbad und Kinosaal und wird gut versorgt. Aus Langeweile macht sie Ausflüge in die Umgebung – und trifft ihren früheren Liebhaber Howard Lieberman. Jeder, auch Howard, trägt eine Metallplakette um den Hals, auf der ein zukünftiges Datum und eine genaue Uhrzeit steht. Als Harolds Datum und Uhrzeit erreicht ist, sieht Julie ihn in einer langen Menschenschlange vor einer schäbigen Hütte, in der ein Mann die Wartenden mit frischem Wasser kühlt. Julie hat ihren Halbbruder Jesus gefunden und nach kurzem Zögern gesellt sie sich am nächsten Tag zu ihm und hilft dem Erlöser als Erlöserin beim Erlösen. 15 Jahre lang arbeiten Julie und Jesus Seite an Seite und erzählen sich viel. Eines Tages kommt auch Julies Vater Murray vorbei, um Erlösung zu erfahren. In einer Schubkarre fährt er die obere Hälfte von Marcus Bass herum, der wissen will, wie es seiner Tochter Phoebe geht. Nachdem Jesus Murray und Marcus gelabt hat, weiß Julie, dass sie die beiden nicht wiedersehen wird. Nach einem letzten Abendmahl mit Jesus bittet sie Wyvern, sie wieder nach New Jersey zu schicken. Der Preis dafür ist, dass ihr der Teufel ihre Göttlichkeit in Form einer weißen Taube (einschließlich Olivenzweig) aus dem Körper reißt. Sie fällt ...

### Die Wiederkunft der Julie Katz
... und wacht nackt im Schlamm eines Feldes in New Jersey auf. Sie bedient sich der Kleidungsstücke einer Vogelscheuche und lernt durch den Kontakt mit einem kleinen Mädchen, dass in der von Amerika losgelösten Republik der Gläubigen von New Jersey mit Billy Milk an der Spitze Häretiker gejagt und getötet werden. Unter den entlang der Straßen zur Schau gestellten Getöteten entdeckt Julie auch Georgina, Phoebes Mutter. Über Melanie Markson findet sie Bix Constantine, der nun unter dem Namen Vater Paradox der Prediger der Uncertainisten ist und der sie erst erkennt, als Julie ihn vor den Revelationisten über den Delaware nach Philadelphia in die Freiheit rettet. Doch Billy Milk erfährt von der Flucht und will Julie, aus seiner Sicht der Antichrist, unbedingt unter seine Kontrolle bringen.
Julie und Bix heiraten in Philadelphia. Dort macht Julie Phoebe ausfindig und ruft sie an. Man trifft sich und gegen den Willen von Bix nimmt Julie die völlig verwahrloste Phoebe in der gemeinsamen Wohnung auf. Julie bringt Phoebe vom Alkohol ab und Phoebe beginnt sich positiv zu verändern. Julies Wunsch nach einem Baby mit Bix ist unerfüllbar. Phoebe hat in ihrer Suppenküche erfahren, dass ihre Mutter Georgina tot ist. Sie fällt in ihre Trunksucht zurück und versucht, sich mit Dynamit umzubringen, aber Julie gelingt es im letzten Moment, ihr die Stange zu entreißen und sie aus dem Fenster zu werfen – wobei es ihr aber die rechte Hand abreißt. Durch die Verletzung ihrer Freundin geschockt, gibt Phoebe den Alkohol endgültig auf und beschließt sogar, selber Mutter zu werden und das Kind zusammen mit ihrer neuen Partnerin Irene aufzuziehen. Sie wird schwanger und ein gesunder Junge wird geboren, den sie Murray nennt. Das Baby wächst und gedeiht in der Großfamilie und das Leben scheint perfekt zu sein, doch eines nachts im Winter wird Julie aus der Suppenküche in Plywood City von Milks Revelationisten gekidnappt und nach New Jerusalem gebracht.

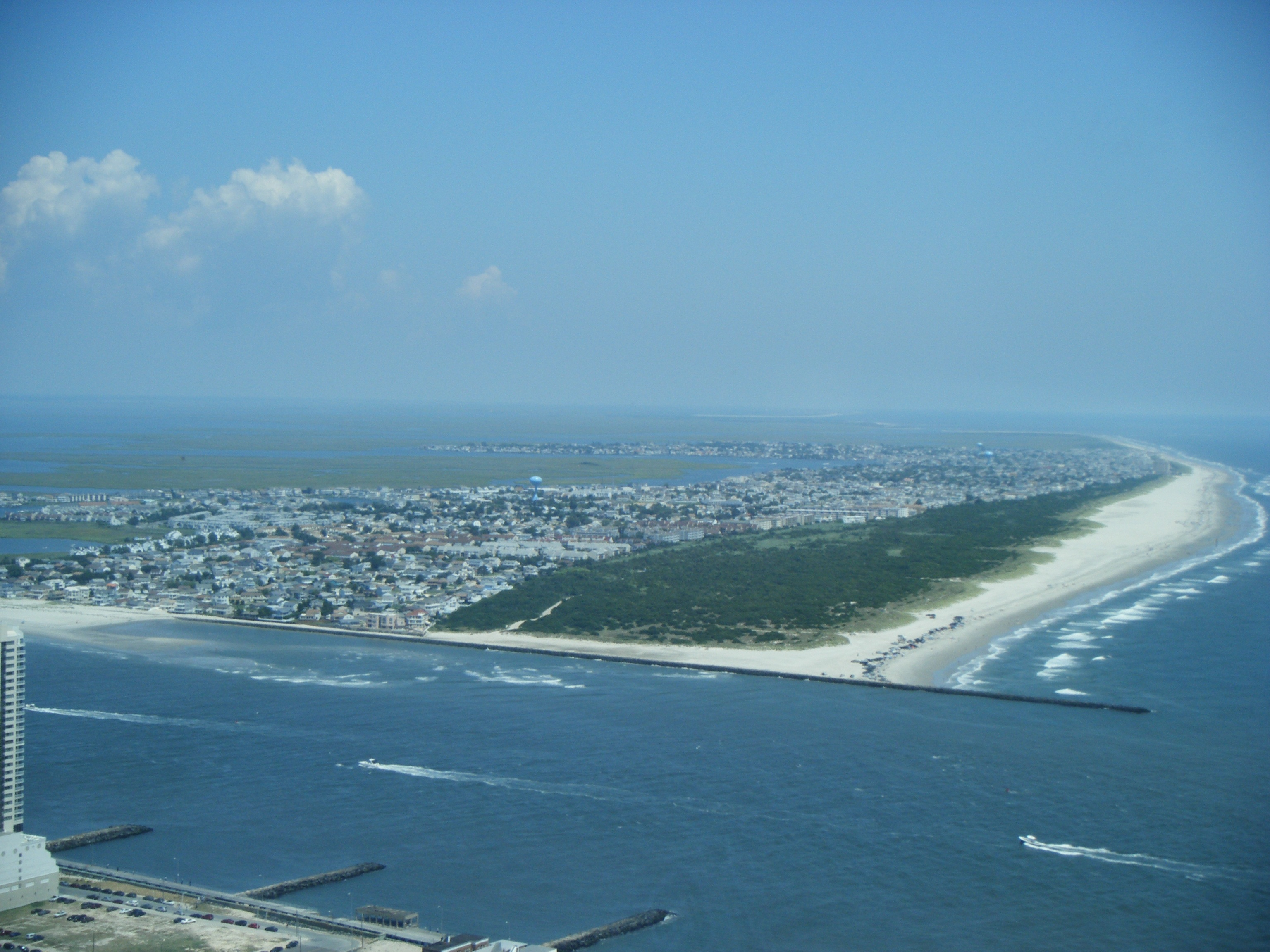
Der Absecon Inlet mit Blick auf Brigantine

Als Milks Sohn Timothy ihr gegenübersteht, erkennt er Julie und der Gedanke, dass der Antichrist ihn sehend machte, bringt ihn dazu, sich beide Augen auszureißen. Sein Vater Billy Milk ist am Boden zerstört. Es findet eine medial spektakuläre Version des Circus of Joy statt. Zuerst werden Häretiker enthauptet, dann folgen die Verbrennungen und den Höhepunkt bildet die „Antikreuzigung“ von Julie, bei der ihr ein Schwamm zur Linderung ihres Durstes auf den Mund gedrückt wird. Von Milk autorisiert darf Bix Constantine den Leichnam seiner Frau abholen. Er bringt ihn – so wie es sich Julie gewünscht hatte – an die Küste und nach einem letzten Kuss lässt Bix Julies Körper beim Absecon Inlet ins Meer gleiten.

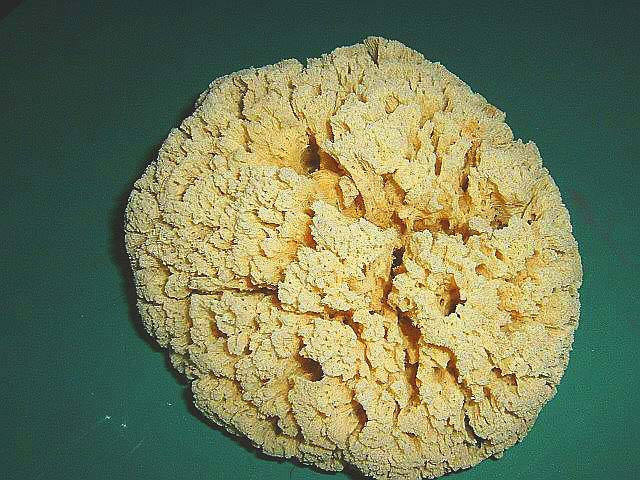
Die Begegnung mit ihrer Mutter; Julie hatte bereits in ihrer Jugend den Schwamm Amanda bei ihren Unterwasserspaziergängen getroffen.

Trotz ihrer Verantwortung für Klein-Murray will Phoebe den Tod ihrer Freundin Julie rächen. Sie überquert die Grenze nach New Jersey, schleicht sich in Milks Anwesen und konfrontiert ihn mit vorgehaltener Pistole, kann sich aber nicht überwinden, auf ihn schießen. Milk entkommt, Phoebe folgt ihm und während eines Gewitters auf offenem Felde Flüche ausstoßend wird Milk vom Blitz getroffen und längs gespalten. Wyvern macht Phoebe Vorwürfe. Dass sie Milk nicht erschossen hat, passt nicht in seinen Plan, die Eskalation weiter voranzu treiben. Phoebe lässt den niedergeschlagenen Teufel zurück und macht sich auf den Weg nach Philadelphia.
Bei Sonnenuntergang durchbricht eine erschöpfte, prustende Julie die Wasseroberfläche und es gelingt ihr, unter Schmerzen an Land zu schwimmen, wo sie erschöpft liegenbleibt. Etwas Weiches massiert sie und versorgt ihre Wunden. Es ist Amanda, der Schwamm aus dem Unterwasserstreichelzoo ihrer Kindertage. Julie erfährt, dass es auch Amanda war, die man an ihre Lippen gedrückt hat und dass sie dabei das ihr gereichte Schierlingsgift in marines Tetrodotoxin umwandelte, um Julies Tod vorzutäuschen. Julie erholt sich und Amanda philosophiert, ob Gott durch sie gewirkt habe, oder ob sie Gott sei, oder aber ob Gott ein Schwamm sei – undifferenziert, praktisch unsterblich und Hermaphrodit. Mit Sholem aleichem verabschiedet sich Julie und Amanda antwortet Aleichem sholem und begibt sich zurück ins Meer.

Julie schafft es, sich nach Philadelphia durchzuschlagen, wo sie begeistert von allen empfangen wird und zusammen beschließen sie – Julie, Bix, Phoebe, Irene und Klein-Murray – aufzubrechen und immer weiter nach Westen zu reisen.

## Form
Der Roman ist geglieder in drei Teile mit je fünf, sechs und schließlich sieben Kapiteln:
1. Zeichen und Wunder: Julies Geburt, Jugend und Freundschaft mit Phoebe, erste göttliche Handlungen und schließlich der Tod ihres Vaters Murray (fünf Kapitel).
2. Atlantic City Messias: Der Angriff der Revelationisten auf Atlantic City, Julies „Coming-out“ als Gottestochter, ihre Flucht und Abstieg in die Hölle (wo sie ihren Halbbruder Jesus und Vater Murray trifft) und schließlich die Aufgabe ihrer Göttlichkeit (sechs Kapitel).
3. Die Wiederkunft der Julie Katz: Rückkehr in ein verändertes New Jersey, Heirat mit Bix Constatine, erneuter Kontakt mit Phoebe, Verfolgung und Kreuzigung – und endlich das Gespräch mit Gott (sieben Kapitel).

Die Geschichte wird auktorial erzählt unter Einschluss direkter Dialoge. Wenn Julie sich aber über ihre Situation bewusst werden will, wird das im Selbstgespräch in der Du-Form dargestellt, einer Variante des inneren Monologs.

## Kommentare

### Aussage des Autors über sein Buch und dessen Protagonistin
“I guess my fantasy novels are ultimately pretty paradoxical. They use the supernatural to argue against the supernatural. In the case of Only Begotten Daughter I took the Christian argument face-value. There is a creator God, and this deity has a particular interest in our species and this particular planet. But after taking that claim at face-value, I began exploring the possible psychology of a supernatural being, so that my heroine Julie Katz, who happens to be the daughter of God and the half-sister of Jesus Christ, decides she doesn't really want to be divine. She ends up hating supernaturalism. She becomes an advocate of evolution and subscribes to the scientific understanding of reality. I guess the book is questioning the assumption that embracing the Christian worldview - or any other variety of supernaturalism - is some sort of accomplishment or end state. Something like the opposite, I'd say. There are always more questions to ask.”

„Ich denke, meine Fantasy-Romane sind letztlich ziemlich paradox. Sie verwenden das Übernatürliche, um gegen das Übernatürliche zu argumentieren. Im Fall von Die eingeborene Tochter habe ich das christliche Argument für bare Münze genommen. Es gibt einen Schöpfergott, und diese Gottheit hat ein besonderes Interesse an unserer Spezies und diesem speziellen Planeten. Aber nachdem ich diese Behauptung für bare Münze genommen hatte, begann ich, die mögliche Psychologie eines übernatürlichen Wesens zu erforschen, so dass meine Heldin Julie Katz, die zufällig die Tochter Gottes und die Halbschwester von Jesus Christus ist, beschließt, dass sie nicht wirklich göttlich sein möchte. Am Ende hasst sie das Übernatürliche. Sie wird zu einer Verfechterin der Evolution und schließt sich dem wissenschaftlichen Verständnis der Realität an. Ich denke, das Buch stellt die Annahme in Frage, dass die Annahme der christlichen Weltanschauung - oder einer anderen Variante des Übernatürlichen - eine Art Errungenschaft oder Endzustand ist. Eher das Gegenteil ist der Fall, würde ich sagen. Es gibt immer mehr Fragen zu stellen.“

### Kommentierte Synopsis
Eine kommentierte Synopsis findet sich bei Kathryn Hume: The Metamorphoses of Myth in Fiction since 1960.

## Auszeichnungen
- Only Begotten Daughter
  - war 1990 für den Nebula Award nominiert.[4]
  - wurde 1991 mit dem World Fantasy Award ausgezeichnet.[5]
  - wurde für weitere Preise nominiert.[6]

## Ausgaben
- Only Begotten Daughter, William Morrow & Company, New York City 1990. ISBN 978-0-688-05284-3

Übersetzungen
- Die eingeborene Tochter. Übersetzt von Christian Mähr, Heyne, München1992. (Heyne-Science-fiction & Fantasy. 4924.) ISBN 978-3-453-05845-3

Der Roman wurde in mehrere Sprachen übersetzt, unter anderem ins Französische (Notre mère qui êtes aux cieux), Griechische (Ē korē tou Theou), Hebräische (Bitah yeḥidatah), Italienische (Nel nome della figlia), Polnische (Jednorodzona córka) Russische (Единородная дочь) und Spanische (Su hija unigénita).

## Erläuternde Angaben aus dem Romantext
1. ↑  Murray liest keine Zeitungen und ist auch sonst nicht an Äußerlichkeiten interessiert, aber er bewahrt dort seine große Bibliothek auf. Als Kind hatte er seinen Vater gefragt, ob Juden auch einen Himmel hätten und sein Vater hatte ihm geantwortet: „Du willst wissen, wie sich ein Jude den Himmel vorstellt? Es ist eine endlose Abfolge von langen Winternächten, in denen wir einen angemessenen Lohn dafür bekommen, in einem warmen Zimmer zu sitzen und alle Bücher zu lesen, die jemals geschrieben wurden.“
2. ↑  Ein Forschungsinstitut mit Samenbank
3. ↑  Milk ist Revelationist (d. h. er glaubt an Zeichen, die auf die Offenbarung hinweisen) und reicher Oberhirte der First Ocean City Church of Saint John’s Vision, hat ein schönes Haus und eine Yacht. Als aber Milks Frau bei der Geburt seines Sohnes Timothy stirbt und das Baby durch einen Behandlungsfehler blind wird, ahnt Milk, dass Gott ihn in seinem Glauben testen will. Milks erstes Angebot – ein Auge für ein Auge (er entfernt sich selber ein Auge) – lässt Gott unbeantwortet: Timothy bleibt blind. Da erkennt Milk, dass er für Höheres bestimmt ist und dass Gott will, dass er das Preservation Institute, diesen Tempel widernatürlicher Sünde, niederbrennen soll.
4. ↑  Marcus Bass, ein schwarzer Meeresbiologe, der dort gerade eine Samenspende abgab, hatte sich mit Murray am frühen Abend vor dem Inkubator unterhalten und Marcus hatte ihm verschwörerisch alle Funktionen des Gerätes erklärt und wie er es selber weiter in Funktion halten könnte.
5. ↑  Georgina ist eine feministische Lesbe, die Murray im Institut traf, als sie sich eine Samenspende von Marcus Bass holte. Sie arbeitet in einem Laden für Scherzartikel, ist sehr spontan und dabei an Übernatürlichem interessiert, wobei ihre Spiritualität praktisch alle mystischen Themen umfasst.
6. ↑  Murray hat das Baby nach seinem Jugendschwarm Julie Dearing benannt. Der Autor Morrow verwendet die Initialen M. (wie Maria) und J. (Joseph) für den Vater und J. (wie Jesus) für die Tochter.
7. ↑  Am 1. September 1974 „geboren“, kann sie sich nach fünf Tagen vom Rücken auf den Bauch drehen. Nach vier Wochen (Yom Kippur) kann sie krabbeln, nach 20 Wochen beginnt sie zu sprechen, nach acht Monaten läuft sie – nach eineinhalb Jahren sogar über Wasser!
8. ↑  Murrays Katze Spinoza hatte diesen Krebs am Strand gefangen, als Beute in den Leuchtturm gebracht und auf ihm herumgekaut.
9. ↑  Aber im Gegensatz zu den Meerestieren in ihrem speziellen Streichelzoo (darunter auch ein Schwamm namens Amanda), deren Gedanken Julie hören kann, bleibt ihre Mutter stumm – nicht mal ein Flüstern.
10. ↑  Untereinander haben sie einen rau-herzlichen Ton und nennen sich gegenseitig „Katz“ und „Sparks“. Phoebe, spontan und oft selbstzerstörerisch irrational, hat Julie bereits viele Dinge beigebracht, beispielsweise Rauchen, Graffitisprayen, von einer Eisenbahnbrücke hinunter zu pinkeln wie ein Junge. Das durchgeplante Partyprogramm umfasst geklautes Budweiser Bier, Tastykake Krimpets und Feuerwerkskörper aus Georginas Scherzartikelladen.
11. ↑  Andrew Wyvern ist der Teufel (Wyvern ist im Englischen eine Art heraldischer Drache, Andrew (= Andreas) in der Bedeutung „tapferer Mann“ oder „männlich“, zusammengenommen etwa „der tapfer-männliche Drache“). Wyvern spricht mit freundlicher Stimme, riecht nach „in Honig eingelegten Orangen“, kann mit seiner Zunge Eiswürfel aus seinem Drink fischen, hat goldene Zähne und schwarze Augen, trägt einen roten Bademantel, ist Vegetarier – und hat einen Plan, in dem Hochwürden Billy Milk eine besondere Rolle spielt.
12. ↑  Er muss ihr versprechen, niemandem zu erzählen, wer ihn geheilt hat. Falls doch, so droht ihm Julie, würde sie ihn wieder erblinden lassen. Drei Jahre später wird sie ihrem Vater Murray diese Heilung gestehen, aber sie wird ihm nicht enthüllen, dass sie dabei ihren ersten Orgasmus hatte.
13. ↑  In ihrer Anzeige trägt Beverly ein orangerot-violettes Nachtgewand. Milk erinnert sofort Offenbarung 17,4-6: „Die Frau war in Purpur und Scharlach gekleidet ... und auf ihrer Stirn war geschrieben ein Name, ein Geheimnis: Das Große Babylon, die Mutter der Hurer und aller Gräuel auf Erden. Und ich sah die Frau ... und ich wunderte mich sehr, als ich sie sah.“ Beim Treffen mit Beverly, Milks Ansicht nach die Hure Babylon, kauft Milk dieses Gewand. In den Jahren darauf wird er es als Beweis verwenden, seine Anhänger auf den Kampf um Atlantic City einzustimmen.
14. ↑  Auch dass „der Körper schlecht, die Seele gut, das Fleischliche falsch und das Geistliche wahr“ sein soll, ärgert sie. Julie liebt ihre Körperlichkeit: Sie spielt gerne in einem Basketballteam, das aber häufig verliert, weil sie ihre besonderen Fähigkeiten nicht einsetzt und sie hat jetzt auch einen festen Freund, Roger, ein gläubiger Katholik, und will mit ihm ihre Jungfräulichkeit verlieren.
15. ↑  Phoebe will auf Julies Basketballteam wetten und ist der Meinung, dass es nur dann Betrug sei, wenn man absichtlich verliert, aber kein Betrug, wenn man absichtlich gewinnt.
16. ↑  Ein kleiner Raum im Leuchtturm, der über und über mit Bildern von menschlichem Leiden – Erdbeben, Dürren, Fluten, Feuer, Seuchen, Unfälle, Kriege, Massaker etc. – tapeziert ist. Auf einer ihrer Unterwasserwanderungen fand Julie den Schädel eines ertrunkenen Seemannes, den sie mittig und symbolisch in diesem Raum positionierte. Hier versucht Julie jeden Abend zu verstehen, wie ihre göttliche Mutter die Welt sieht und trotzdem eben nicht ihre besonderen Fähigkeiten einsetzt.
17. ↑  Phoebe glaubt, dass Julie eingriff, aber Julie ist überglücklich, dass sie endlich von ihrer Mutter erhört wurde: „Danke, Mutter! Ich liebe dich, Mutter!“.
18. ↑  Ganz kurz vor dem Unfall stand dieser Plan praktisch vor der immanenten Ausführung.
19. ↑  Bei dieser Erkenntnis bricht Julie zusammen. Wyvern kümmert sich aber weiter um sie. Er gesteht, dass Gott auch ihm gegenüber schweigt. Auch auf Julies Frage, warum Gott denn all das Böse erlaube, hat Wyvern eine Antwort: „Weil Macht korrumpiert. Und absolute Macht korrumpiert absolut.“
20. ↑  Wyvern hatte am Strand angedeutet, dass er Julie z. B. helfen könnte, einen Platz an der Princeton University zu bekommen
21. ↑  Er stieß mit gleichmäßigen, metronomischen Stößen zu und schrieb kalligraphische Gedichte auf ihre Scheidenwände. Sie fragte: „Glaubst du, die Wissenschaft hat alle Antworten?“ ... „Die Wissenschaft hat wirklich die Gesamtheit alle Antworten“, sagte Howard und zog sich zurück. „Das Problem ist, dass wir noch nicht über die Gesamtheit der Wissenschaft verfügen.“ Julie kommt zu dem Schluss, dass das gesamte von ihrer Mutter erschaffene Universum rational erklärbar ist, dass sich Mutter aber außerhalb davon in einem komplett separaten, rein geistigen Raum befindet.
22. ↑  Als Julie ihn im Krankenhaus besucht, erzählt er ihr von Phoebes Vater Marcus Bass und den Umständen ihrer „Entführung“.
23. ↑  Er: „Ich habe dich gemacht, verdammt. Ich habe dir beigebracht zu denken.“ Sie: „Deine Gedanken zu denken.“
24. ↑  Beschrieben als desillusioniert, mürrisch, fett und gerade heraus. Später folgt eine Liebesbeziehung, die sich meist in Restaurant- und Casinobesuchen äußert. Constantine erkennt nicht Julies wahre Natur. Er drängt sie, mehr Übernatürliches in ihre Kolumne einzubauen, um die Vertriebszahlen des Moon zu erhöhen – was Julie aber nicht will.
25. ↑  Sie antwortet nicht in der Zeitung, sondern gibt per Brief direkte Informationen und Anweisungen, bleibt dabei aber anonym.
26. ↑  Auf Sheila, Tochter von Gott im Midnight Moon aufmerksam geworden, identifiziert Milk sie als den Antichristen, was ihn in seiner Vision der Offenbarung bestärkt und ihn entscheiden lässt, mit der Feuerreinigung von Atlantic City zu beginnen.
27. ↑  Phoebe formuliert es als „der Zorn von Katz“ (the wrath of Katz).
28. ↑  Constantine war ihr gefolgt, hatte gesehen, wie sie auf Wyverns Yacht ging und vermutet, dass sie ihn mit Wyvern betrügt. Nun ist er völlig überrascht, als er erlebt, welche Kräfte Julie entfalten kann.
29. ↑  Dabei hat sie – wie bei der Wunderheilung Timothys (der mit seinem Vater dieses Chaos verursacht) – orgasmusähnliche Gefühle.
30. ↑  Darunter sind auch mobile Übertragungswagen von TV-Stationen sowie Hubschrauber.
31. ↑  Der Name der Yacht ist Pain (Schmerz), sie besteht aus menschlichen Materialien und Höllenengel und Dämonen bilden die Mannschaft.
32. ↑  Die einzige Bedingung für eine Person in die Hölle zu kommen ist, dass irgendwann irgendjemand der Meinung war, diese Person gehöre in die Hölle. Wyvern behauptet, dass im Himmel aktuell nur vier Personen sind: Henoch, Elija, Simon Petrus und ihr Vater Murray Katz.
33. ↑  „Die Hölle war nicht perfekt, aber im Vergleich zu New Jersey war sie das Paradies“. Auch ist der ihr zugeteilte Dämon Anthrax ein ausgezeichneter Koch.
34. ↑  Auf der Rückreise von den Galapagosinseln erlitt Howard Schiffbruch und ertrank.
35. ↑  Beschreibung: dunkle Augen, intelligente Augenbrauen, dunkle Haare, Bart, semitische Nase, eigentlich gut aussehend aber mit Löchern in den Hand- und Fußgelenken.
36. ↑  Später wird er ihr gestehen, dass er durch sein von ihr erworbenes, neues Wissen dem kühlenden Wasser ein Morphinderivat beigesetzt hat, das langfristig die Schmerzen der Leidenden unterdrückt und sie später endgültig friedvoll und ohne Angst sterben lässt.
37. ↑  Jesus ist völlig überrascht, dass er über die Jahrhunderte zu einem weltweiten Messias wurde, dessen Tod Gläubige von ihren Sünden befreit und ewiges Leben verspricht. So etwas hatte er nie im Sinn. Alles, was er zu Lebzeiten wollte war, das Regime der Römer zu brechen und für eine gerechte jüdische Regierung zu sorgen, wobei er keinerlei Gedanken auf das Leben nach dem Tode verschwendete. Von Julie lernt er begierig, was die Naturwissenschaften zu leisten vermögen.
38. ↑  Wyvern hatte also Julie angelogen, als er behauptete, Murray sei einer der vier Männer im Himmel.
39. ↑  Julie erzählt ihm von Phoebes Freundschaft und ihrem quecksilbrigen Charakter, wobei ihr auch das Alkoholproblem herausrutscht. Bass erzählt, dass zwei seiner Schwestern durch Alkohol gestorben sind.
40. ↑  Die öffentlichen Hinrichtungen werden immer sonntags in Form einer Besuchern zugänglichen und im TV übertragenen Religionsshow Circus of Joy durchgeführt, wobei die Tötungsart je nach Art der Häresie variiert.
41. ↑  Vor dem Sturm der Revelationisten auf Atlantic City war Melanie Phoebes Lebenspartnerin. Nun verdient sie ihr Geld, indem sie für die Revelationisten religiöse Kinderbücher schreibt, obwohl sie selber den Uncertainisten angehört, die sich aufgrund der Kolumnen von Sheila, Daughter of God entwickelt haben und deren Banner die Heisenbergsche Unschärferelation ΔxΔp≥h4π ziert. Aber auch sie hat keinen Kontakt mehr zu Phoebe und weiß nicht, wo sie sich aufhält.
42. ↑  Wie die frühen Christen in den Katakomben treffen sich die „häretischen“ Uncertainisten im Geheimen in Abwasserkanälen.
43. ↑  Der Anruf kommt genau in dem Moment, in dem sich die alkoholisierte Phoebe eine Kugel in den Kopf schießen will.
44. ↑  Sollte Phoebe 35 Tage trocken bleiben, würde Julie ihr von ihrem Vater Marcus Bass erzählen.
45. ↑  Sie hat die Prostitution aufgegeben, neben ihren mehreren Jobs hat sie einen Wagen zur Suppenküche The green Tureen (Die grüne Terrine) umgebaut und besucht damit regelmäßig die Obdachlosensiedlung Plywood City. Julie und Bix helfen ihr.
46. ↑  Eine medizinische Untersuchung zeigt, dass Julie keine Eierstöcke hat und sie wird sich bewusst, dass das, was die Taube (bei der Entfernung ihrer Göttlichkeit durch Wyvern) im Schnabel hatte, wohl doch kein Olivenzweig war.
47. ↑  Phoebe hatte diese Dynamitstange seit ihrem 10. Geburtstag, als sie sie im aufgegebenen Deauville Hotel fand.
48. ↑  Julie bekommt eine neue bionische Hand, „Molly“, die ihr gute Dienste leistet. Eines Tages verliert Julie die Kontrolle über Molly und diese schreibt eine Nachricht von Jesus, dass Plywood City sehr gefährlich für sie werden kann.
49. ↑  Tatsächlich ist es Julies kleiner Bruder, denn Phoebe hatte sich bei einem Einbruch ins wieder neu aufgebaute Preservation Institute eine Phiole mit Murrays Sperma besorgt. Die Befruchtung hatte sie genau auf die gleiche Weise durchgeführt, wie ihre Mutter es mit dem Sperma von Marcus Bass gemacht hatte – und dabei konnte ihr Julie alles erzählen, was sie über Marcus wusste.
50. ↑  Der jetzige Name von Atlantic City.
51. ↑  Denn Billy Milk ist sich nicht mehr sicher, dass Julie wirklich der Antichrist ist. Aus der Offenbarung hatte er ganz konkrete Vorstellungen über den Antichristen, aber bei Julie entdeckt er kein einziges dieser Kennzeichen: Ihre Offenheit, ihr gerader Blick, keine Reaktion auf Weihwasser, keine Heuschrecken. Seine Zweifel werden durch Wyvern bestätigt, der ihm in Gestalt eines leuchtenden Engels erscheint und die Unschuld von Julie bestätigt – ihm aber auch darlegt, dass er jetzt nach dem Verfahren seine Anhänger nicht durch ein unpassendes Urteil enttäuschen dürfe. Julie müsse durch Antikreuzigung sterben. Als Milk fragt, was der Unterschied zu einer Kreuzigung sei, antwortet Wyvern: „Der Unterschied ist, dass man das eine Kreuzigung nennt – und das andere Antikreuzigung.“
52. ↑  Auch Melanie Markson fällt den Kettensägen der Revelationisten zum Opfer.
53. ↑  Aber die Feuer werden rechtzeitig gelöscht, sodass die verkohlten Leichen noch in den Straßen ausgestellt werden können.
54. ↑  Zusammen mit zwei beschuldigten Männern wird sie mit einer Nagelpistole an der Außenseite eines Karussells fixiert.
55. ↑  Beim Absecon Inlet hatte Julie als Kind immer ihre Unterwasserspaziergänge gemacht.
56. ↑  „Es erscheint keine Kleidung. Du bist nicht überrascht. Deine Mutter ist ein Schwamm.“ Also muss ein gestohlener Jumpsuit und ein gestohlenes Fahrrad herhalten.
57. ↑  „Ihre beste Freundin liebte sie. Ihr Ehemann liebte sie ... Vierzig: Noch nicht zu spät, um ihr aufgeschobenes, aber vielversprechendes Leben zu beginnen.“